# Rata Blanca (album)
Rata Blanca è l'album d'esordio dell'omonima band argentina heavy metal, pubblicato il 22 agosto 1988 per la Vertigo.

## Tracce
1. La misma mujer – 7:27
2. Sólo para amarte – 5:42
3. Gente del sur – 7:59
4. Rompe el hechizo – 6:22
5. El sueño de la gitana – 7:12
6. Chico callejero – 5:07
7. Preludio obsesivo – 3:38
8. El último ataque – 8:07
9. Otoño medieval – 3:34

## Formazione
- Saul Blanch - voce
- Gustavo Rowek - batteria
- Walter Giardino - chitarra solista
- Sergio Berdichevsky - chitarra ritmica
- Guillermo Sanchez - basso